# Napad NOVJ-a na Glinu 1942.
Pod zapovjedništvom operativnog štaba grupe brigada, četiri brigade NOVJ-a izvele su 22./23. listopada 1942. napad na garnizon NDH u Glini. Sam grad napadalo je pet bataljuna Prve ličke i Sedme banijske brigade, dok su ostale postrojbe bile raspoređene na osiguravanju od intervencije iz okolnih garnizona. Budući da bataljuni u napadu nisu uspjeli zauzeti ključne točke obrane, u zoru 23. listopada napad je bio obustavljen.
Nakon napada, u štabovima i postrojbama analizirani su uzroci neuspjeha. Nakon Gline, ove brigade sudjelovale su u Bihaćkoj operaciji, postigavši zapažene uspjehe.

## Prethodne okolnosti
Tijekom ljeta i jeseni vojne postrojbe Prve operativne zone Hrvatske, koja je obuhvaćala Liku, Kordun i Banovinu, bile su u velikom usponu u pogledu borbene vrijednosti i broja vojnika. Od najboljih bataljuna ove zone tijekom srpnja, kolovoza i rujna 1942. formirano je sedam brigada. Ove brigade predstavljale su snagu sposobnu za izvođenje složenih operacija. Glavni štab NOV i PO Hrvatske odlučio je s grupom brigada izvesti operaciju protiv garnizona NDH na Banovini. Pri tome, štab je računao na faktor iznenađenja, kao i na pretpostavljenu slabu borbenost domobrana u tim garnizonima. Odlučeno je da se izvede napad na garnizon Glina. U tom cilju, na Banovinu su upućene četiri brigade (Prva lička, Peta kordunaška, Sedma i Osma banijska brigada NOVJ-a).

## Tijek borbe
Vanjska linija obrane Gline sastojala se od iskopanih rovova oko grada, u kojima je tijekom noći bila razmještena posada. Prema planu, tri bataljuna Prve ličke brigade nastupala su s istočne strane, preko sela Pogledića, i zatim preko željezničke postaje prema centru Gline. Dva bataljuna Sedme banijske brigade nastupala su sa sjeverne strane, preko sela Jukinca i mosta na ulazu u Glinu. Napad je prema planu trebao početi u 24:00 sata, ali je zbog provale kišnih oblaka i problema u pristupnom maršu, na sektoru Prve ličke došlo do zakašnjenja od oko sat i pol.
Napad se odvijao uspješno preko vanjske linije obrane. Međutim, prilikom prodora u sam grad, napad je izgubio na zamahu. Bataljuni Prve ličke nisu se snašli i izgubili su mnogo vremena. U izvještaju Operativnog štaba nakon bitke, za Drugi bataljun Prve ličke rečeno je da je »bio skoro potpuno pasivan«, te da je »ušao u ulicu gdje većinom neprijatelja nije ni bilo i borbe skoro nije ni imao«. Prvi bataljun je, prema izvještaju, »imao odmah u početku znatne gubitke«, a da pritom nije ovladao baterijom topova koji su bili na njegovom pravcu napada, i koji su predstavljali značajnu snagu obrane. Bataljuni Sedme banijske brigade uspjeli su se probiti do centra Gline i do zgrade suda. Međutim, u centru je u utvrđenim zgradama bio koncentriran cjelokupan sastav garnizona, pa intenzitet otpora nije narušen. Uslijed nedovoljne suradnje i objedinjenosti u napadu, zapovjedništvo garnizona imalo je slobodu manevriranja rezervama i upućivanja na ugrožene točke.
Budući da do svitanja partizanski bataljuni nisu uspjeli u značajnoj mjeri oslabiti otpor garnizona, Operativni štab procijenio je da je daljnji napad bez izgleda, a da bi zadržavanje u dometu neprijateljske vatre dovelo do nepotrebnih gubitaka. Iz tih je razloga napad obustavljen.
Tijekom noći 22./23. listopada nije došlo do značajnih pokušaja intervencije prema Glini iz okolnih garnizona. Do manje borbe došlo je samo na sektoru Osme banijske brigade, koju je ona lako riješila. Tijekom prijepodneva 23. listopada jedna ojačana bojna nastupila je iz Petrinje prema Glini. Međutim, tada je napad već bio zaustavljen, tako da je bojna bez borbe ušla u Glinu tijekom dana.
U Glini je bilo zarobljeno devet domobrana, jedan ustaša i dva žandara. Od zarobljenih, jedan domobran, jedan ustaša i oba žandara osuđeni su na smrt, dok je preostalih osam domobrana dobrovoljno stupilo u partizanske redove.

## Uzroci neuspjeha
Kao osnovne razloge neuspjeha Operativni štab navodi nepovezanost, nedostatak suradnje postrojbi, neorganiziranost, nedovoljno zalaganje i nesnalaženje u napadu, posebice ličkih bataljuna, koje je posljedica lošeg rukovođenja. Prema analizi, neuspjeh je posljedica toga »što štabovi bataljuna u prvom redu, a i štabovi brigada nisu tom operacijom dobro rukovodili«. Jovo Popović u monografiji Prve ličke brigade navodi još nekoliko uzroka:
- izostanak iznenađenja. Ispostavilo se da su stožeri NDH i zapovjedništvo glinske posade došli do obavještajnih podataka o pokretima i namjerama partizanskih brigada.
- zamor boraca nakon marša
- slab obavještajni rad, uslijed kojeg se nije raspolagalo dovoljno dobrim podacima o snazi i organizaciji obrane
- teški uvjeti pristupa ciljevima napada (bilo je neophodno pregaziti riječicu Maju, koja je znatno nabujala uslijed obilnih kiša)
- nedostatak vodiča i nepoznavanje mjesta u ličkom bataljunu
- podcjenjivanje neprijatelja.

Glavni štab Hrvatske zaključio je da se ipak nije radilo o potpunom neuspjehu, jer su neprijatelju naneseni gubitci, a napadom je uneseno uznemirenje u neprijateljske redove i demonstrirana snaga.
U sljedećoj operaciji, napadu na Bihać i okolne garnizone, ove brigade bile su znatno uspješnije.